# Макаям
Макаям (Adulu, Atura, Aturu, Makaeyam, Makayam, Tirio) — папуасский язык, на котором говорят в деревнях Адулу, Левада, Суаме острова Флай устья реки Флай Западной провинции в Папуа-Новой Гвинее. На диалекте гирибам говорят в деревне Джанор.